# Lillsjön (Hyltinge socken, Södermanland)
Lillsjön är en sjö i Flens kommun i Södermanland och ingår i Nyköpingsåns huvudavrinningsområde. Sjön har en area på 0,318 kvadratkilometer och ligger 23,3 meter över havet.

## Delavrinningsområde
Lillsjön ingår i det delavrinningsområde (655319-155753) som SMHI kallar för Mynnar i Båven. Medelhöjden är 43 meter över havet och ytan är 10,02 kvadratkilometer. Räknas de 11 avrinningsområdena uppströms in blir den ackumulerade arean 140,64 kvadratkilometer. Malmaån (Smedstorpsån) som avvattnar avrinningsområdet har biflödesordning 3, vilket innebär att vattnet flödar genom totalt 3 vattendrag innan det når havet efter 71 kilometer. Avrinningsområdet består mestadels av skog (52 procent), öppen mark (13 procent) och jordbruk (27 procent). Avrinningsområdet har 0,32 kvadratkilometer vattenytor vilket ger det en sjöprocent på 3,1 procent.